# Лозинский, Орест Ефимович
Орест Ефимович Лозинский (1843—8 августа 1888) — русский писатель XIX века.

## Биография
Орест Ефимович Лозинский родился в 1843 году в городе Брацлаве Польской губернии в семье протоиерея.
Обучался он в городской семинарии, впоследствии — в Санкт-Петербургской духовной академии и Санкт-Петербургском университете.
Окончив университет, Орест Ефимович начал сотрудничество с такими периодическими изданиями, как «Мирское Слово», «Современный Листок» и «Современность». Газету «Современность» он редактировал совместно с Василием Васильевичем Гречулевичем, а затем — с Альбертом Викентьевичем Старчевским.
Скончался Орест Ефимович Лозинский 8 августа 1888 года в возрасте 45-ти лет в Санкт-Петербурге от душевной болезни.

## Публикации
Оресту Ефимовичу принадлежит единственная брошюра «Русский язык в связи с историею русской образованности».